# Pont d'Épinay
Le pont d'Épinay franchit la Seine sur une longueur de trois cent cinquante mètres de Gennevilliers, au sud, à Épinay-sur-Seine, au nord, en s'appuyant en son centre sur la pointe ouest de L'Île-Saint-Denis où il rencontre le quai de la Marine.
Il assure la continuité de la route départementale 910 dont le tracé est suivi par l'avenue du 18-Juin-1940, avec la route départementale 911, sur l'avenue Marcel-Paul à Gennevilliers.

## Historique

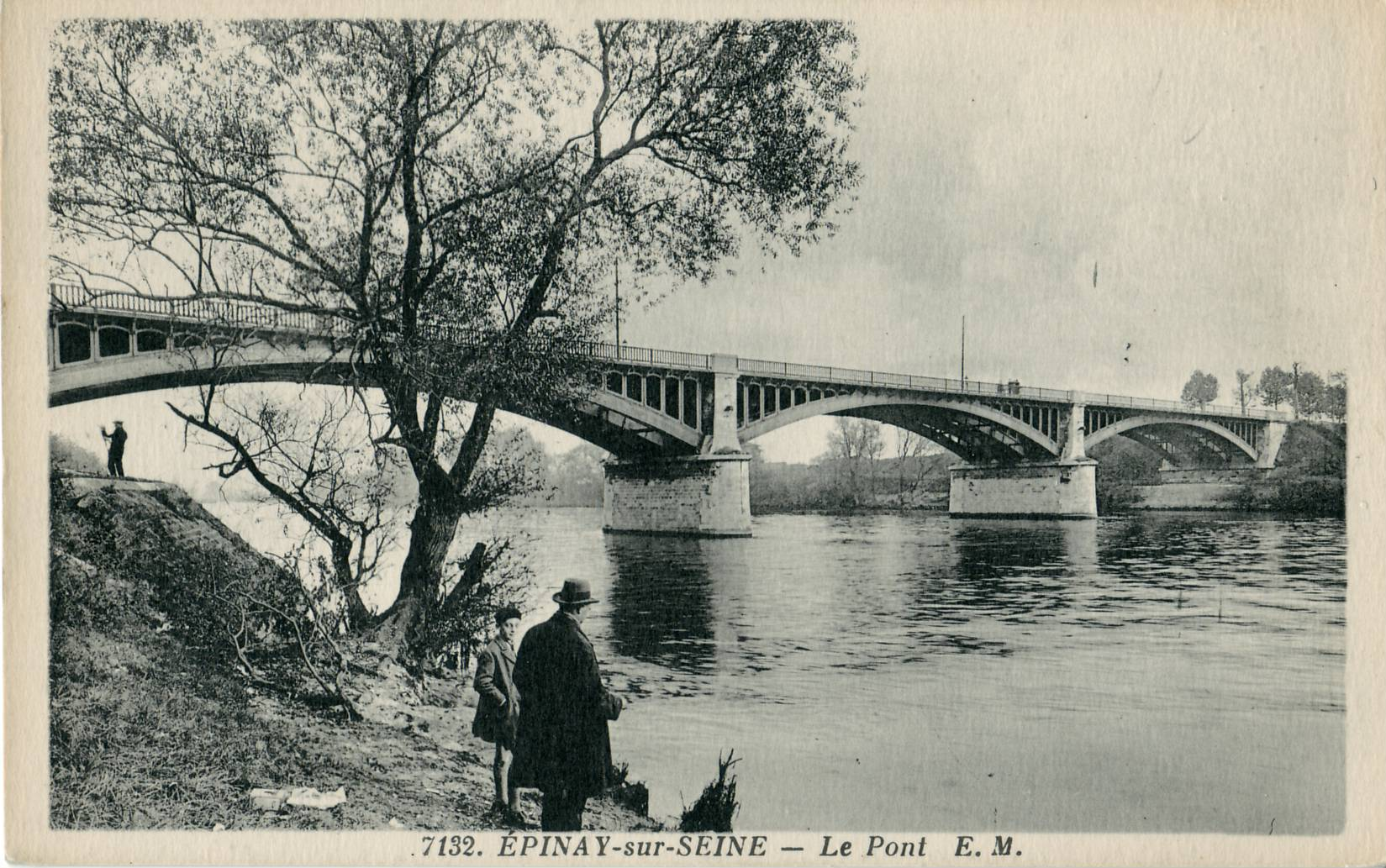
L'ancien pont d'Épinay.

L'aspect militairement stratégique d'un pont à cet endroit est évoqué en 1749.
En 1878, l'ingénieur ordinaire des ponts et chaussées Lahonde construit deux ponts, enjambant les deux bras de la Seine entre Gennevilliers, au sud, et Épinay-sur-Seine, au nord. Une reconstruction est entreprise dans la première moitié du XXe siècle.
Le 30 janvier 1918, durant la Première Guerre mondiale, une bombe lancée d'un avion allemand explose à 200 mètres en aval du pont d'Epinay
Selon une carte du site Géoportail, le pont du côté d'Épinay-sur-Seine mesure environ 140 mètres, tandis que celui du côté de Gennevilliers mesure environ 100 mètres. Compte tenu des 110 mètres sur l'île Saint-Denis, l'ensemble représente environ une longueur de 350 mètres.

## Fréquentation
Lors d'un comptage effectué en 2011 au moyen de compteurs à tubes, le trafic moyen journalier annuel s'élevait à 23 196 véhicules.